# Radycz
Radycz (ukr. Радич) – wieś na Ukrainie, w obwodzie lwowskim, w rejonie samborskim (do 2020 roku w rejonie turczańskim). Miejscowość liczy około 453 mieszkańców. Pierwsze wzmianki o wsi pochodzą z 1456.
W 1921 liczyła około 326 mieszkańców. Przed II wojną światową w granicach Polski, wchodziła w skład powiatu turczańskiego.

## Ważniejsze obiekty
- Cerkiew greckokatolicka